# Jonathan Hornblower
Jonathan Carter Hornblower, född 5 juli 1753, död 23 februari 1815, var en brittisk ingenjör.
Jonathan Hornblower var av en teknikersläkt och räknas till ångmaskinteknikens pionjärer efter Thomas Newcomen. Under några år var Hornblower anställd hos James Watt och uppfann under den tiden en förbättrad ångventil, 2-sätesventilen. Han föresatte sig vidare att konstruera en bättre ångmaskin än Watts och erhöll i samband härmed 1781 patent på en tvåcylindring compoundångmaskin, som han själv exploaterade. Hornblower blev 1799 dömd för intrång på Watts patent, varefter hans värdefulla uppfinning råkade i glömska, till dess att idén, oberoende av Hornblower, 1804 togs upp på nytt av britten Arthur Woolf.